# Ma'rib
Ma'rib (em árabe: مأرب) é a capital da província (mohafazah) de Ma'rib, no Iêmen, e o centro do reino dos sabeus. Sua população em 2005 era de 16.794 pessoas.

## História
O reino de Sabá estava localizado na atual mohafazah de Ma'rib, no sudoeste do Iêmen. Os reis sabeus fizeram sua capital em Ma'rib, e ali construíram grandes obras de irrigação, como a represa de Ma'rib, cujas ruínas ainda são visíveis. Também construíram palácios e templos na região, e eram conhecidos como produtores de incenso e mirra.
Em 25 a.C., o governador romano do Egito, Élio Galo, liderou uma expedição a Ma'rib. O sítio da antiga Ma'rib foi quase que totalmente abandonado durante o século XX. Embora uma pequena aldeia permaneça no local, boa parte dos prédios, feitos com tijolos de argila, de muitos andares, está em ruínas. A atual cidade de Ma'rib fica a cerca de 3,5 quilômetros do centro da cidade antiga.

## Atentado de 2007
Em 2 de julho de 2007 um terrorista suicida colidiu um carro cheio de explosivos com um veículo que transportava turistas, que haviam acabado de visitar um templo. Sete turistas espanhóis e os dois guias iemenitas morreram no ataque. As autoridades do Iêmen culparam a Al-Qaeda pelo atentado.